# Тополошки простор
Тополошки простори су математичке структуре које омогућавају формалну дефиницију појмова као што су конвергенција, повезаност и непрекидност. Они се јављају у практично свим гранама модерне математике. Грана математике која проучава саме тополошке просторе се назива топологија.
Тополошки простор је најопштији тип математичког простора који омогућава дефинисање граница, континуитета и повезаности. Уобичајени типови тополошких простора укључују еуклидске просторе, метричке просторе и многострукости.

## Дефиниција
Тополошки простор је уређени пар скупа  и колекције подскупова од X (подскуп партитивног скупа X) у ознаци {\displaystyle \tau }, који задовољавају следеће особине:
1. празан скуп и X налазе се у {\displaystyle \tau }.
2. унија свих колекција скупова из {\displaystyle \tau } је такође скуп у {\displaystyle \tau }.
3. пресек сваке коначне колекције скупова из {\displaystyle \tau } је такође у {\displaystyle \tau }.

Колекција {\displaystyle \tau } се назива топологијом над X. Елементи скупа X се обично називају тачкама, мада могу бити произвољни математички објекти. Тополошки простор у коме су тачке представљене неким функцијама, назива се функционални или функцијски простор.
Скупови у {\displaystyle \tau } су отворен скупови, а њихови комплементи у X су затворени скупови. Произвољни подскуп од X може бити отворен, затворен, и отворен и затворен истовремено или нити отворен, нити затворен.
Покривач скупа X је скуп подскупова у X такав да њихова унија даје цео скуп X. Покривач скупа је отворен, ако се састоји од отворених скупова.
Околина тачке x је сваки скуп који садржи отворен скуп у којем се налази x. Систем околине на x се састоји од свих околина од x. Топологију може да одреди скуп аксиома које се тичу свих система околина.
- Специјални тополошки простори у зависности од топологије {\displaystyle \tau }:

1. Тривијална топологија је топологија коју чине само произвољан скуп X и колекција {\displaystyle \tau } = {{\displaystyle \emptyset }, } која се састоји од само два обавезна подскупа који морају да је чине по дефиницији тополошког простора, од празног и целог скупа.
2. Дискретна топологија је топологија која се састоји од произвољног скупа X и колекције {\displaystyle \tau }= P(X), која је највећи могући подскуп партитивног скупа од X, тј. овде је топологија цео партитивни скуп од X.
3. Код бесконачних скупова, када је нпр. X = {\displaystyle {\mathit {Z}}} и колекција {\displaystyle \tau } је једнака унији свих коначних подскупова целих бројева и целог скупа {\displaystyle {\mathit {Z}}}, овако формирани уређени пар није тополошки простор, јер {\displaystyle \tau } није топологија, пошто постоје бесконачни скупови елемената из Х који се не налазе у {\displaystyle \tau }.

### Еквивалентне дефиниције
Осим наведене дефиниције, еквивалентни тополошки простор се може дефинисати и преко затворених скупова:
Тополошки простор је уређени пар скупа  и колекције {\displaystyle \tau } подскупова од X који задовољавају следеће аксиоме:
1. Празан скуп и X су у {\displaystyle \tau }.
2. Пресек сваке колекције скупова из {\displaystyle \tau } је такође у {\displaystyle \tau }.
3. унија сваког пара скупова из {\displaystyle \tau } је такође у {\displaystyle \tau }.

Еквивалентност дефиниција тополошког простора преко отворених и затворених скупова се добија преко де Морганових закона, када аксиоме које дефинишу отворене скупове постају аксиоме које дефинишу затворене скупове:
1. Празан скуп и X су затворени.
2. Пресек сваке колекције затворених скупова је такође затворен.
3. Унија сваког пара затворених скупова је такође затворена.

По овој дефиницији тополошког простора, скупови у топологији {\displaystyle \tau } су затворени скупови, а њихови комплементи у X су отворени скупови.
Још један начин за дефинисање тополошког простора је коришћењем аксиома затворености Куратовског, које дефинишу затворене скупове као фиксне тачке оператора над партитивним скупом од X.

## Поређење топологија
Над истим скупом може постојати више топологија {\displaystyle \tau } тако да граде различите тополошке просторе.
Топологија {\displaystyle \tau _{1}} је грубља (мања, слабија) од {\displaystyle \tau _{2}}, односно, топологија {\displaystyle \tau _{2}} је финија (већа, јача) од топологије {\displaystyle \tau _{1}} ако важи да је сваки скуп из топологије {\displaystyle \tau _{1}} истовремено садржан у топологији {\displaystyle \tau _{2}}. Овакво поређење топологија се записује: {\displaystyle \tau _{1}} > {\displaystyle \tau _{2}}.
Доказ који се ослања само на постојање одређених отворених скупова ће уједно важити и на финијој топологији, и слично, доказ који се ослања само на то да одређени скупови нису отворени ће важити и на свакој грубљој топологији.

## Непрекидне функције
За функцију између два тополошка простора се каже да је непрекидна ако је инверзна слика сваког отвореног скупа отворена.
Хомеоморфизам је бијекција која је непрекидна и чији је и инверз такође непрекидан. За два простора се каже да су хомеоморфна ако постоји хомеоморфизам између њих. Са гледишта топологије, хомеоморфни простори су у суштини идентични.